# Mona Vale (Sydney)
Mona Vale ist ein Vorort im Norden Sydneys in New South Wales, Australien. Mona Vale liegt 28 Kilometer nördlich des Stadtzentrums und ist seit 2005 der Verwaltungssitz des Verwaltungsgebietes (LGA) Pittwater Council.
Die Gegend war bei den Aborigines als Bongin Bongin bekannt. Das erste Land im Bezirk Pittwater wurde am 23. April 1813 zugeteilt. Das Gebiet, das heute Mona Vale umfasst, ging dabei an Robert Campbell (1769–1846).

## Persönlichkeiten
- Sam Hall (* 1988), Freestyle-Skier
- Sami Kennedy-Sim (* 1988), Freestyle-Skierin